# جون أندروز (مهندس)
جون اندروز (بالإنجليزية: John Andrews )‏ (و. 1933  م) هو مهندس معماري كندي أسترالي، ولد في سيدني.

## التعليم
تعلم في جامعة سيدني، وجامعة هارفارد، وكلية هارفارد للدراسات العليا في التصميم ‏.